# 深铜高速动车组列车
深铜高速动车组列车是中国铁路运行于广东省深圳市深圳北站及贵州省铜仁市铜仁站的高速动车组列车，列车客运乘务由广州局集团广九客运段担当。其中铜仁站至深圳北站运行6小时48分，使用车次为G2137/2136次；深圳北站至铜仁站运行6小时34分，使用车次为G2138/2135次。
铜仁站、深圳北站虽均属于广州局集团管理，但是列车行经的铜仁站（不含）至铜仁南站区间、铜仁南站至新晃西站（不含）区间归属成都局集团管理，因此本趟动车出现了少有的两端火车站属同一路局而途经其他路局管辖路线的情况，因此需要使用跨局高速动车组车次。

## 历史
2020年7月1日，配合铁路运行图调整，增开往返深圳北站和铜仁站的G2138/2135、G2137/2136次列车。

## 使用列车
本对列车使用配属广州局集团深圳动车运用所的CR400AF-A。